# Stepping Stones
Stepping Stones är en kulle i Antarktis. Den ligger i Västantarktis. Argentina, Chile och Storbritannien gör anspråk på området.
Terrängen runt Stepping Stones är platt åt sydväst, men åt nordost är den kuperad. Havet är nära Stepping Stones åt sydväst. Trakten är glest befolkad. Närmaste befolkade plats är Palmer Station, 3,3 kilometer nordväst om Stepping Stones. 